# Église Notre-Dame de Cierp
L'église Notre-Dame de Cierp est une église catholique située à Cierp-Gaud, implantée dans le département français de la Haute-Garonne en France. Cet édifice religieux est classé monument historique depuis 1921.

## Présentation
Initialement consacrée à sainte Catherine, l'église primitive a vu son vocable évoluer. Au XVIème siècle, une chapelle latérale a été ajoutée. Au XIXème siècle avec son agrandissement  et l'essor de la vénération mariale. Ainsi, elle a été placée sous la protection de la Vierge Marie.

## Description

### Intérieur
Sont classés au titre objet des monuments historiques :
- La statue d'une pietà sculptée en bois et dorée datant du XVIe – XVIIe siècle[1].
- Le tabernacle en bois doré de la chapelle sainte Catherine datant du XVIIe siècle[2].

Sont inscrits à l'inventaire des monuments historiques :
- La statuette de saint Jean le Baptiste sculptée en bois et dorée datant du XVIIe siècle[3].
- Un calice en argent daté du XVIIe – XVIIIe siècle[4].

#### Lanef

##### Partie arrière
Le bénitier d'entrée en marbre rose a été fait et donné par Torthe Jean Marc le 7 août 1833.

#### Lechœur
Sur l'abside est placée une statue du Christ en croix, au-dessus un vitrail où sont représentées deux scènes : (sur le haut) la crucifixion de Jésus, (sur le bas) un évêque bénissant une sainte ?
Sur la clé de voûte du chœur est représentée l'ancienne forme du monogramme trilitère du nom grec de Jésus "IHS",.
Le maître autel et le tabernacle sont sculptés dans le plâtre et sont peints.
La façade du maître-autel a quatre colonnes, ces trois parties sont ornées de décors végétaux et de fleurs.
Le tabernacle est composé de huit niches (celles des extrémitées sont plus grandes), six niches accueillent les statuettes des apôtres et des quatre Évangélistes.
Sur la partie latérale gauche, les statues représentent (de gauche à droite) : le Sacré-Cœur de Jésus, saint Paul, saint Pierre et saint Marc.
Sur la porte du tabernacle est représenté le Christ pantocrator.
Sur la partie latérale droite, les statues représentent (de gauche à droite) : saint Matthieu, saint Luc, saint Jean l'évangéliste et saint Joseph avec l'Enfant Jésus.

#### Chapelle de laVierge Marie
La voûte de la chapelle est peinte en dorée, au centre une croix peinte en bleu entourée de rouge, à l'intérieur de la croix est inscrit le monogramme marial composé des lettres A et M entrelacées, initiales de l’Ave Maria.
L'autel et le tabernacle en marbre blanc sont ornés de décors dorés. Le tabernacle est surmonté d'une statue de la Vierge à l'Enfant, Marie présente l'Enfant Jésus debout sur le globe terrestre décoré d'étoiles.

#### Chapelle sainteCatherine
La voûte de la chapelle est peinte en dorée avec un décor végétale et de fleurs, au centre une croix peinte en bleu entourée de rouge, à l'intérieur de la croix est inscrit le monogramme de sainte Catherine composé des lettres S et C entrelacées.
L'autel est en marbre blanc et gris marbré de rose.

##### Tabernacle
Le tabernacle date du XVIIe siècle, il est classé au titre objet des monuments historiques.
Le tabernacle en bois doré est orné avec des décors de fleurs, il dispose de cinq niches pouvant accueillir des statuettes, elles sont entreposées à la sacristie pour les protéger ou ont-elles disparut ? La photo en noir et blanc du site internet de la Plateforme Ouverte du Patrimoine montre le tabernacle avec des statuettes d'évêques, de saintes et avec un crucifix dans la niche supérieur.
Sur la partie supérieure sont représentées deux scènes :
- À gauche : l'Annonciation,
- À droite : l'agonie de Jésus-Christ au Jardin des Oliviers.
- Au sommet a été placé un crucifix en bois sculpté.

## Galerie

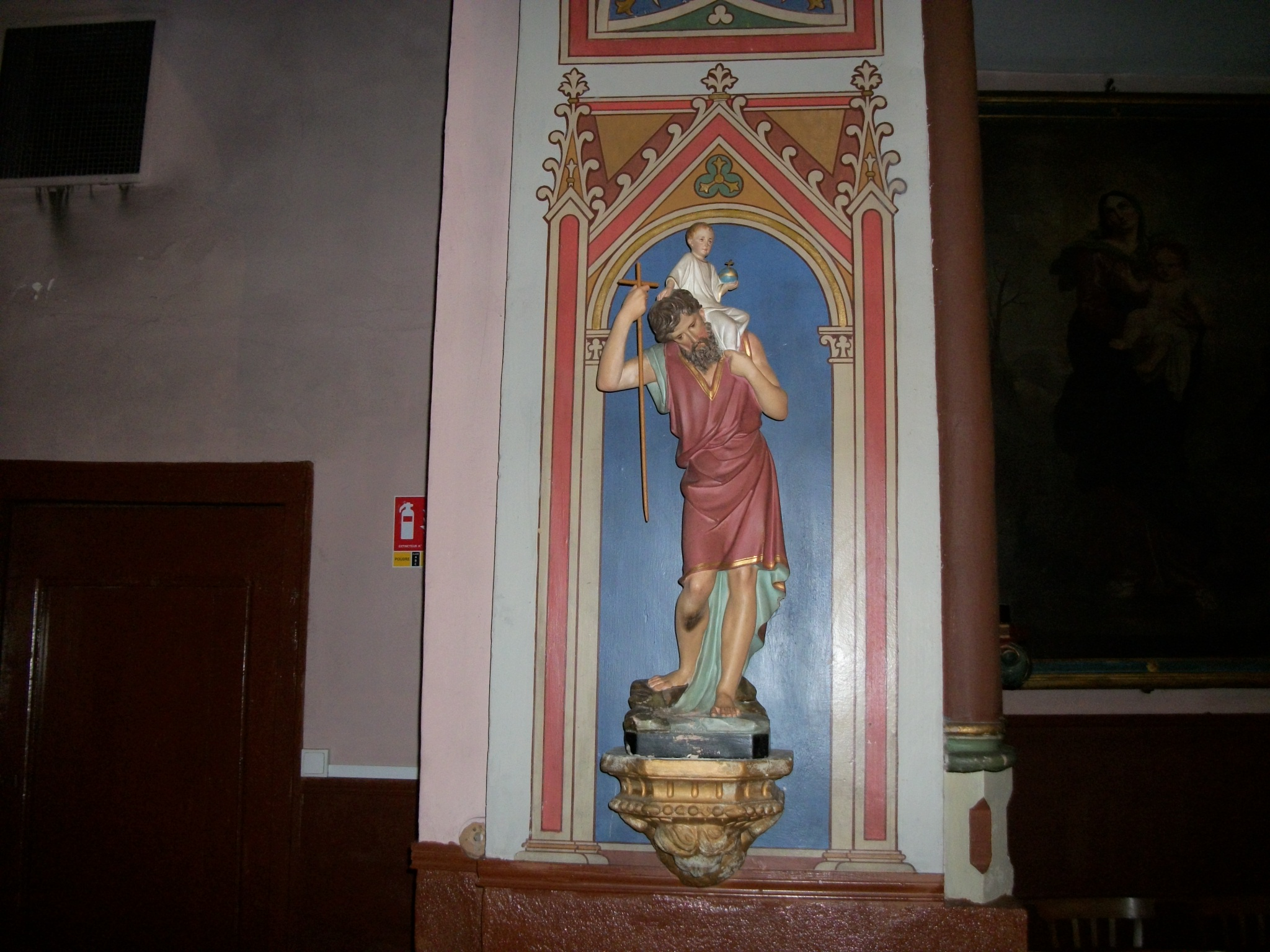
Statue de saint Christophe portant l'Enfant Jésus
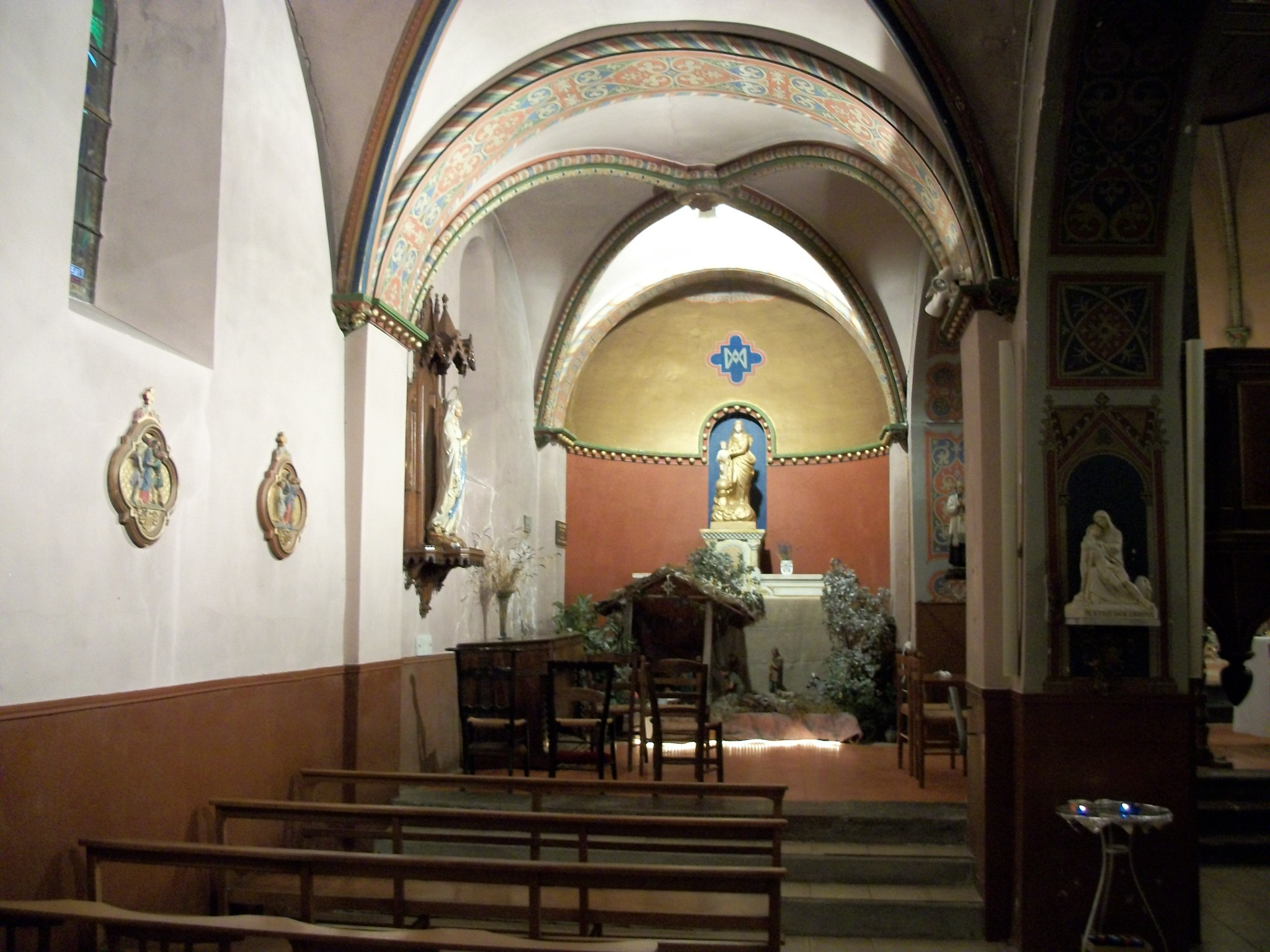
Chapelle de la Vierge Marie
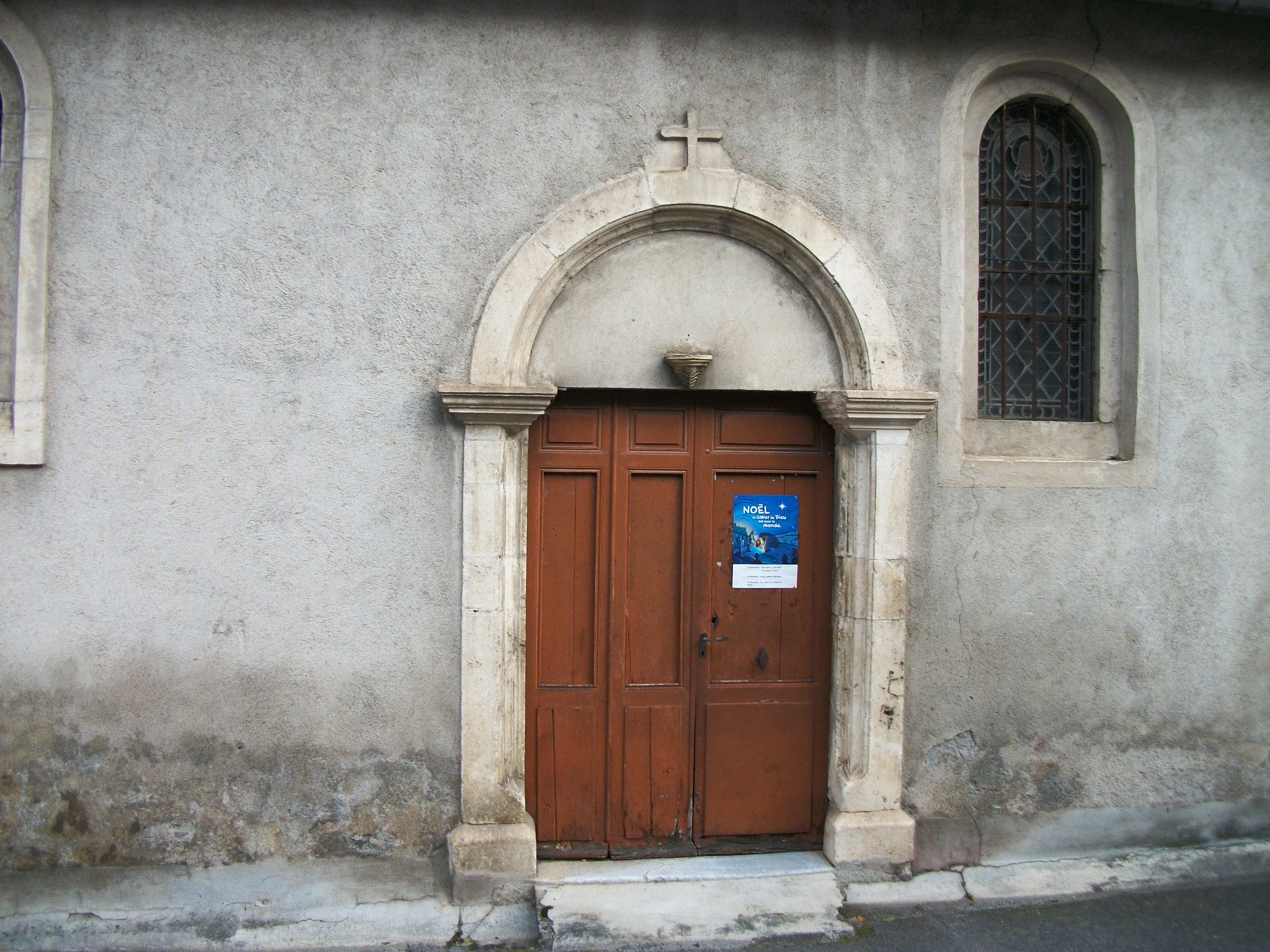
Ancienne porte d'entrée
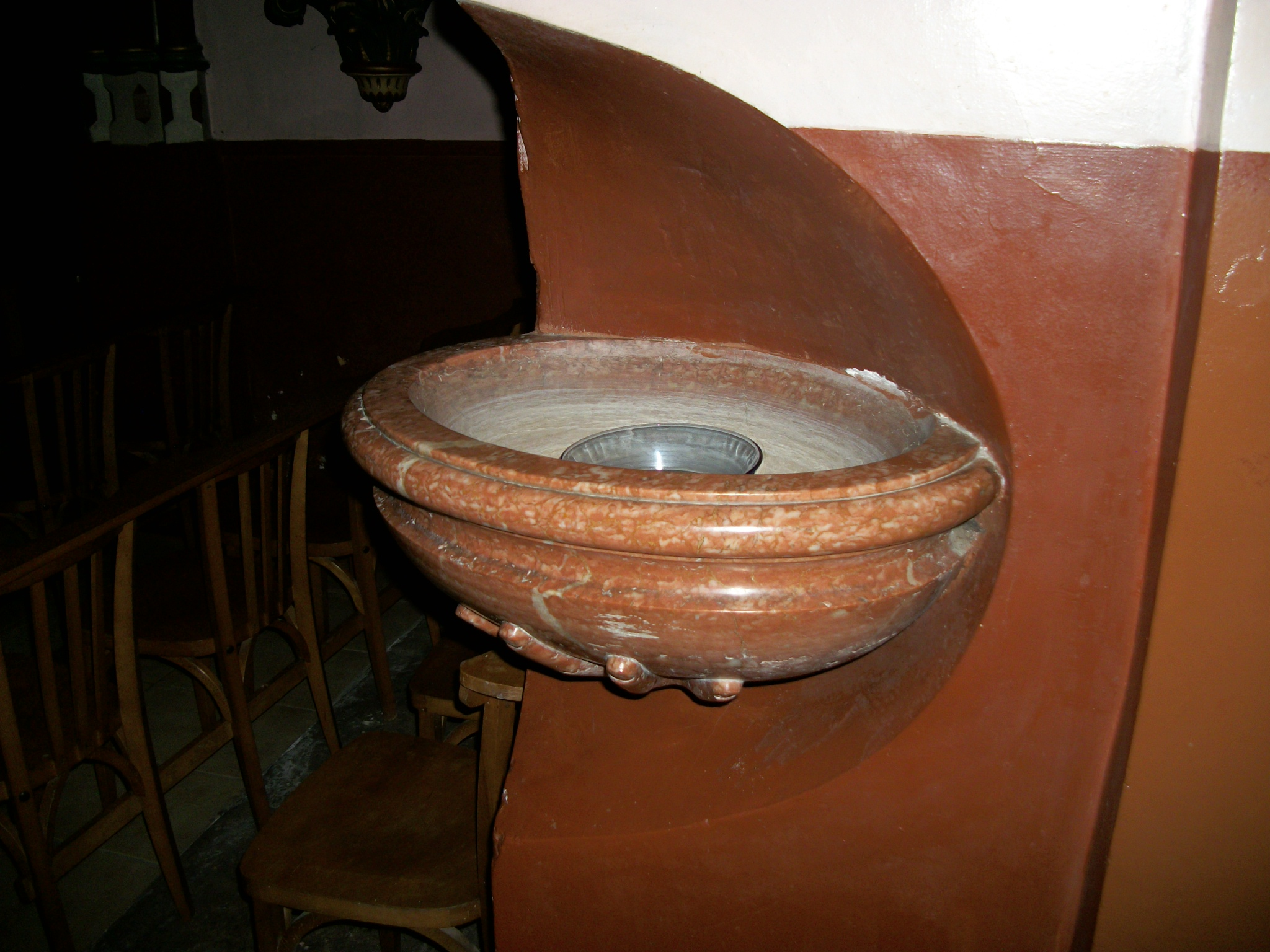
Bénitier d'entrée en marbre rose
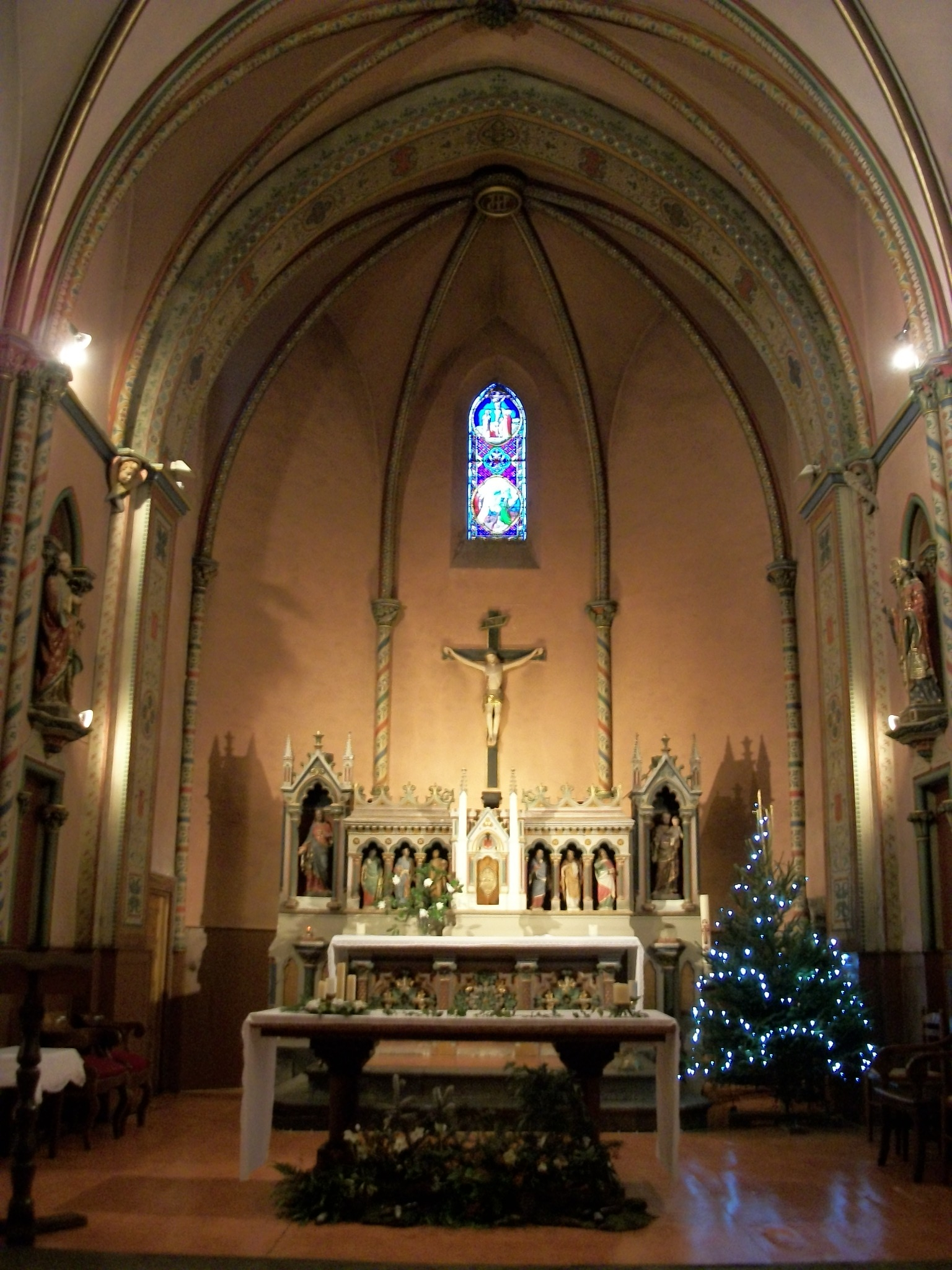
Le chœur